# Popręg

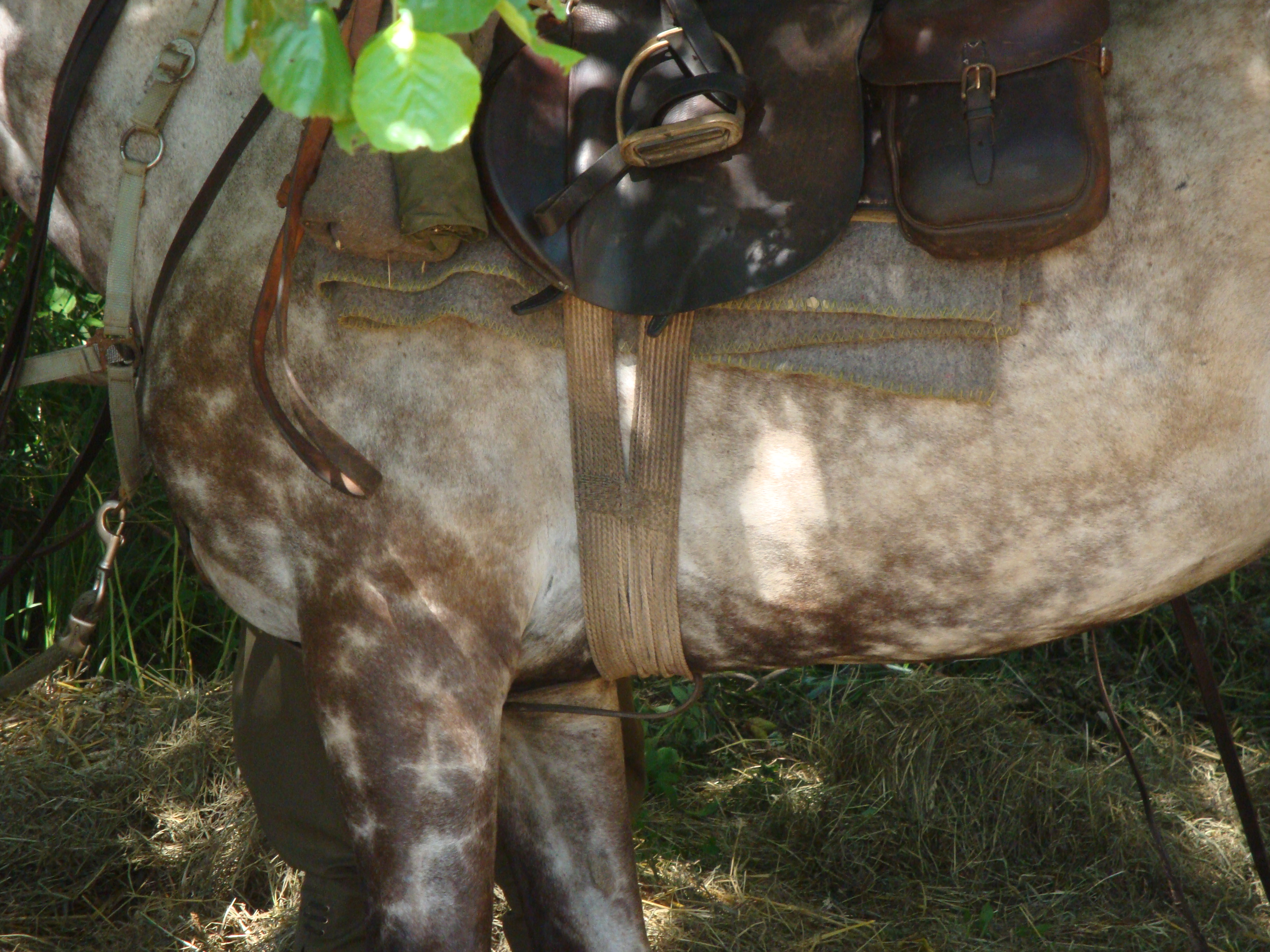
Popręg przy siodle ułańskim

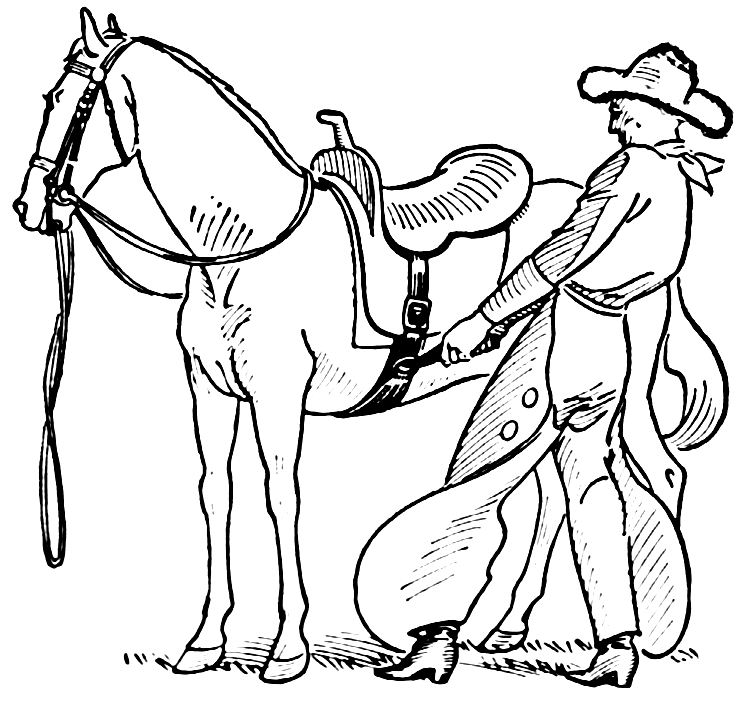
Dopinanie popręgu z ziemi

Popręg – element rzędu końskiego. Przebiega on pod brzuchem konia, łącząc obie strony terlicy. Jego głównym zadaniem jest utrzymanie siodła we właściwym położeniu na grzbiecie konia. Występują jeszcze popręgi dodatkowe np. w siodłach typu west, oraz przy niektórych typach sakw.
Dopasowanie popręgu:
- Klamry popręgu zapinamy do przystuł (pasy przytwierdzone do terlicy na stałe).
- Jeśli występują 3 przystuły, używamy pierwszej i ostatniej, środkową pozostawiając wolną.
- Popręg powinien przebiegać ok. szerokości dłoni od łokcia konia.
- Optymalne dopięcie pozwala na swobodny ruch klatki piersiowej konia, jednocześnie zapobiegając przesuwaniu się siodła. Przyjęte zostało, że pod popręg powinno się w miarę swobodnie włożyć 2 palce.
- Po przejściu przez konia pewnego dystansu należy sprawdzić stan dociągnięcia popręgu.

Typy popręgów (przykłady)
- Do siodeł typu angielskiego (sportowe) – najbardziej rozpowszechnione, posiadają po 2 sprzączki po obu stronach. Mogą być zrobione ze sznurka, skóry lub tworzywa sztucznego. Dodatkowo mogą być zaopatrzone w gumowe taśmy lub inne elementy w zależności od przeznaczenia i inwencji twórcy.
- Do kulbak polskich – podobne do sportowych. Sprzączki są szersze ze względu na szerokość przystuł. Wykonane ze sznurka lub taśm połączonych skórzanymi poprzeczkami.
- Do kulbak "west" – są stosunkowo szerokie i krótkie. Posiadają one po jednej dużej sprzączce lub pierścieniu z obu stron. Popręg do terlicy jest z prawej strony dopinany, a z lewej wiązany pasem.
- Do siodła damskiego – o dość specyficznej budowie, posiadają dodatkowy pasek skośny łączący prawą stronę tylnego łęku z główną częścią popręgu.